# Christina Lake
Christina Lake est une communauté de la Colombie-Britannique située dans le district régional de Okanagan-Similkameen sur l'autoroute 3, à 19 km à l'est de Grand Forks et à 70 km au sud-ouest de Castlegar. 
Jadis lieu de pêche important pour les Sinixt, les Sanpoil, les Okanagan et d’autres tribus, on peut encore trouver des pictogrammes sur la rive nord-est de Christina Lake.
Le village et le lac ont été nommés en l'honneur de Christina McDonald, fille du marchand de fourrures Angus McDonald, qui a dirigé le poste de traite de la Hudson's Bay Company à Fort Colville de 1852 à 1871.